# Nesopupa madgei
Nesopupa madgei је пуж из реда Stylommatophora и фамилије Pupillidae. 

## Угроженост
Ова врста се сматра рањивом у погледу угрожености врсте од изумирања.

## Распрострањење
Маурицијус је једино познато природно станиште врсте.

## Станиште
Врста Nesopupa madgei има станиште на копну.